# Liam Finn
Liam Mullane Finn, född 24 september 1983 i Melbourne, Australien, är en nyzeeländsk musiker och sångare som under många år var den ledande medlemmen i Betchadupa, men han har även spelat in soloalbum. Han är son till den legendariske nyzeeländske musikern Neil Finn, känd ifrån Crowded House. Liam har spelat som bakrgundsartist med sin far i sin ungdom.

## Diskografi (urval)
Studioalbum
- I'll Be Lightning (2007)
- FOMO (2011)
- The Nihilist (2014)

Livealbum
- Live (in Spaceland) (2008)
- Live From The Wiltern (2008)

EP
- Second Chance (2007)
- Champagne in Seashells (2009)